# Trenque Lauquen
Trenque Lauquen – miasto w Argentynie, położone w zachodniej części prowincji Buenos Aires.

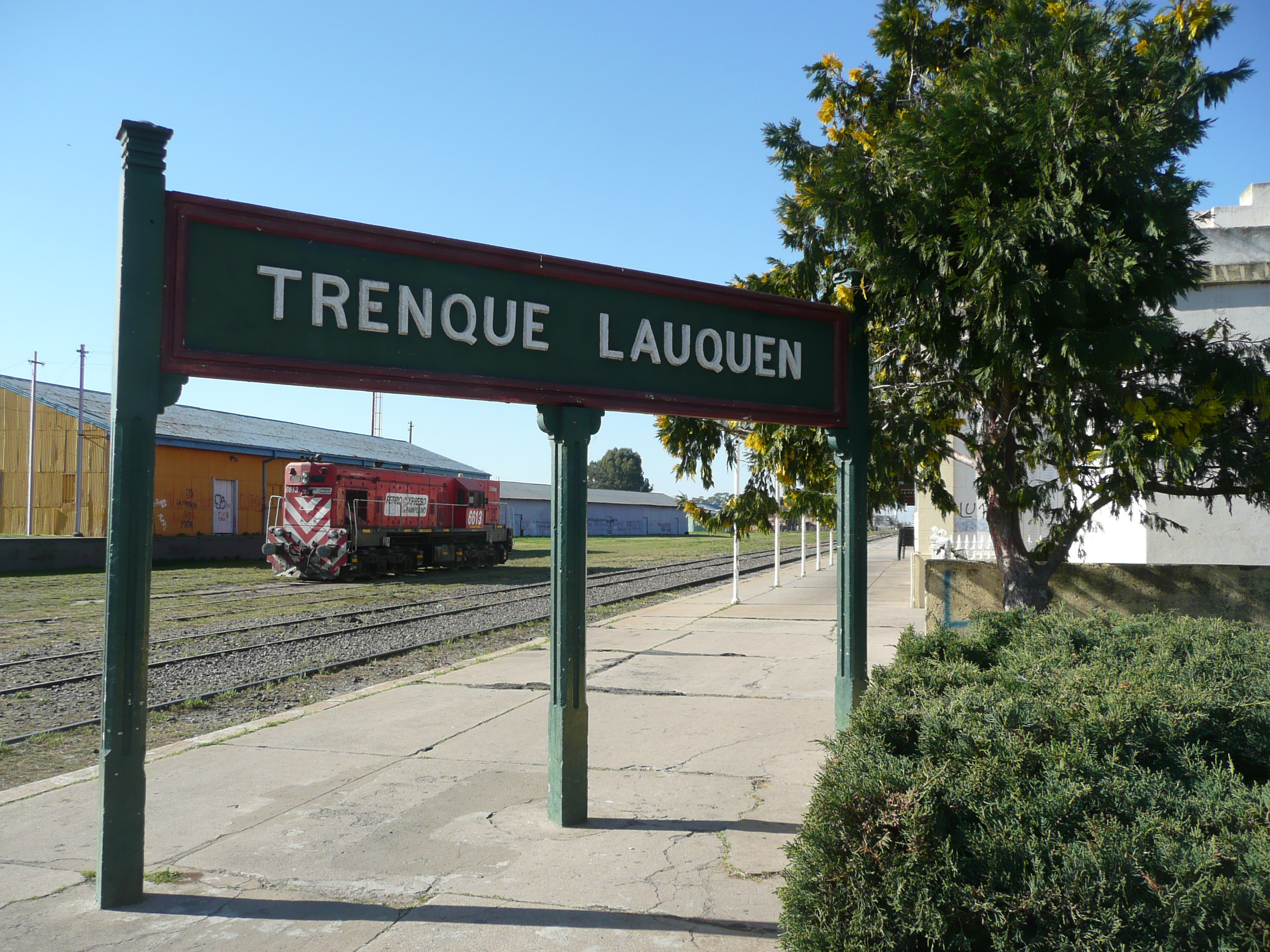
Stacja kolejowa Trenque Lauquen

## Opis
Miejscowość została założona 12 kwietnia 1876 roku. W odległości 41 km od miasta, znajduje się aglomeracja i stolica kraju Buenos Aires. W mieście znajduje się węzeł drogowy-RN5 i RN33. Przez miasto przebiega też linia kolejowa.

## Demografia
.

## Znani urodzeni w Trenque Lauquen
- Ernesto Farías – argentyński piłkarz, napastnik,
- Manuel Ferreira – argentyński piłkarz, napastnik,
- Germán Lauro – argentyński lekkoatleta specjalizujący się w pchnięciu kulą i rzucie dyskiem.